# Wathlingen
Wathlingen is een gemeente in de Duitse deelstaat Nedersaksen. De gemeente is het bestuurscentrum van de Samtgemeinde Wathlingen, behorend bij de Landkreis Celle. Wathlingen telt 6.188 inwoners.

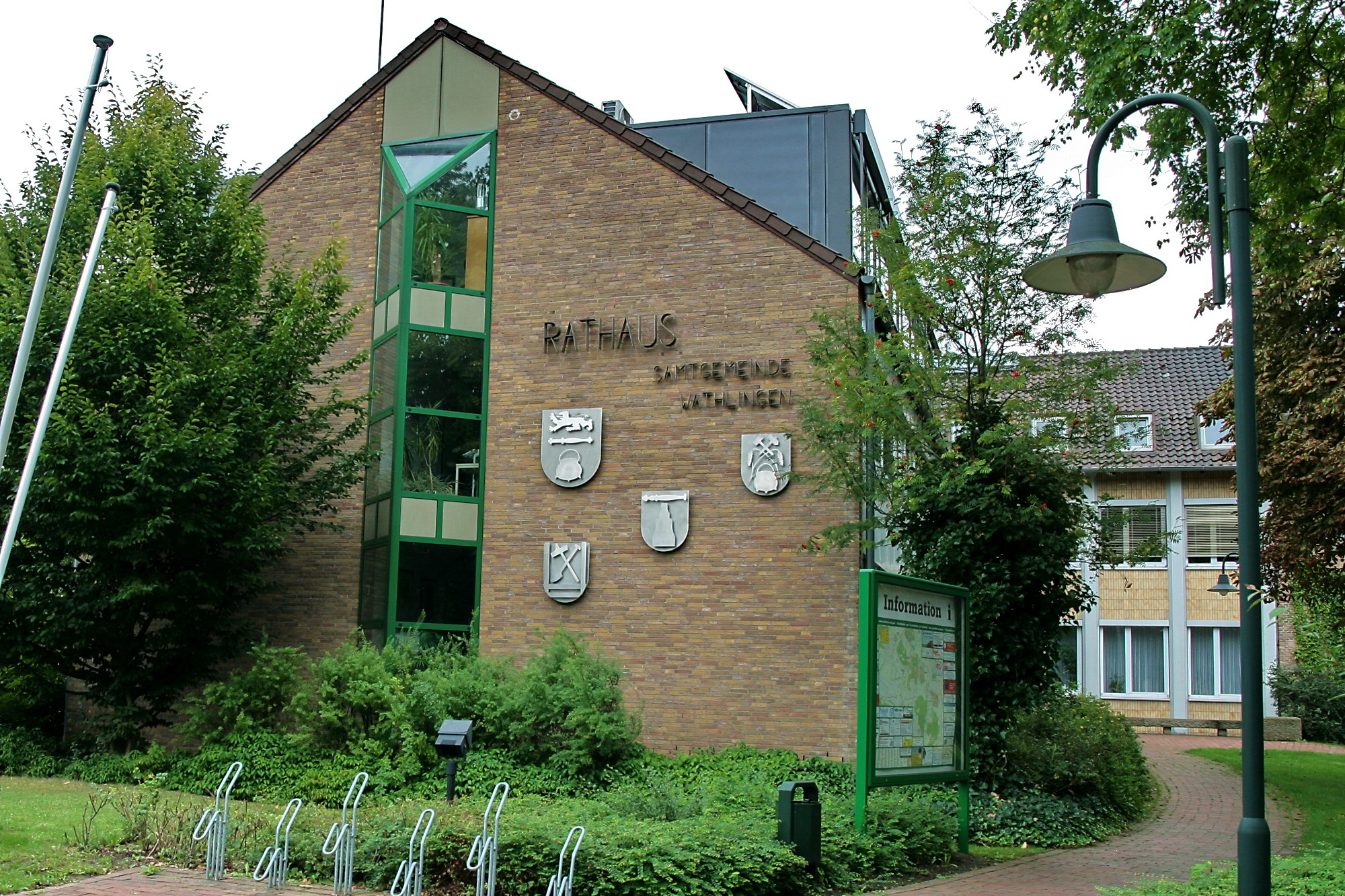
Gemeentehuis

Wathlingen ligt ongeveer 30 kilometer ten noordoosten van Hannover en bijna 15 kilometer ten zuidoosten van Celle. Tussen Wathlingen  en Nienhagen ligt het dorp Papenhorst , dat echter tot Nienhagen behoort.

## Infrastructuur
De belangrijkste hoofdweg in de omgeving is de Bundesstraße 214, die in zuidoostelijke richting loopt, en ten noorden van Nienhagen en Wathlingen naar het daar dichtbij gelegen Eicklingen (in de buurgemeente Samtgemeinde Flotwedel) leidt, en verder zuidoostwaarts naar de stad Braunschweig.
In de gemeente bevinden zich geen spoorwegstations. Er bestaat een goede streekbusverbinding Wathlingen- Nienhagen- Adelheidsdorf- Station Celle v.v..
Door de gehele Samtgemeinde Wathlingen loopt het riviertje de Fuhse, een 100 km lange zijrivier van de Aller, noordwestwaarts naar Celle toe. Het riviertje is alleen bevaarbaar voor kano's en kleine roeibootjes. Grote delen van de rivier en haar oevers zijn natuurgebied.

## Geschiedenis

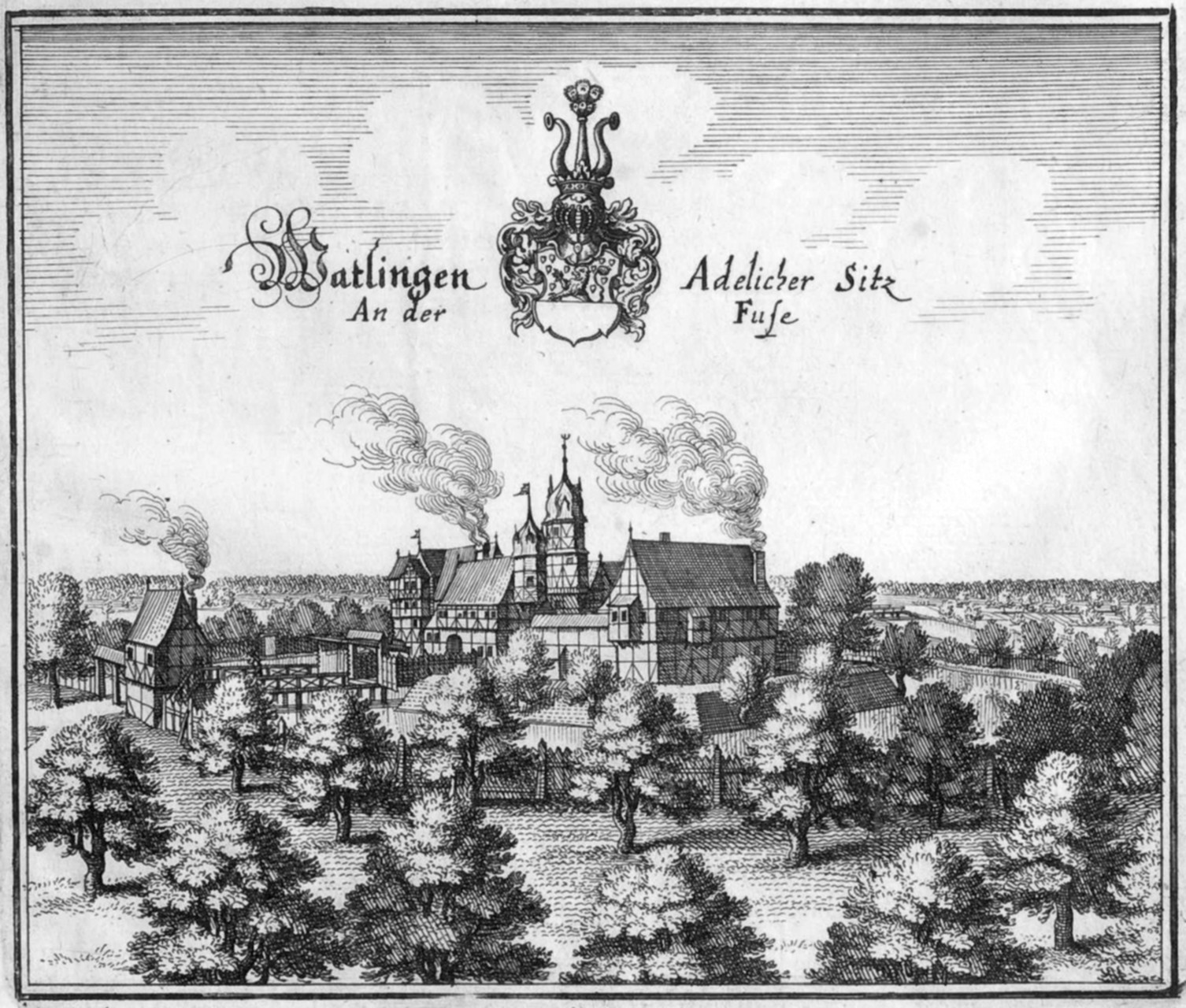
Het kasteel van Wathlingen (1665, Merian-prent)
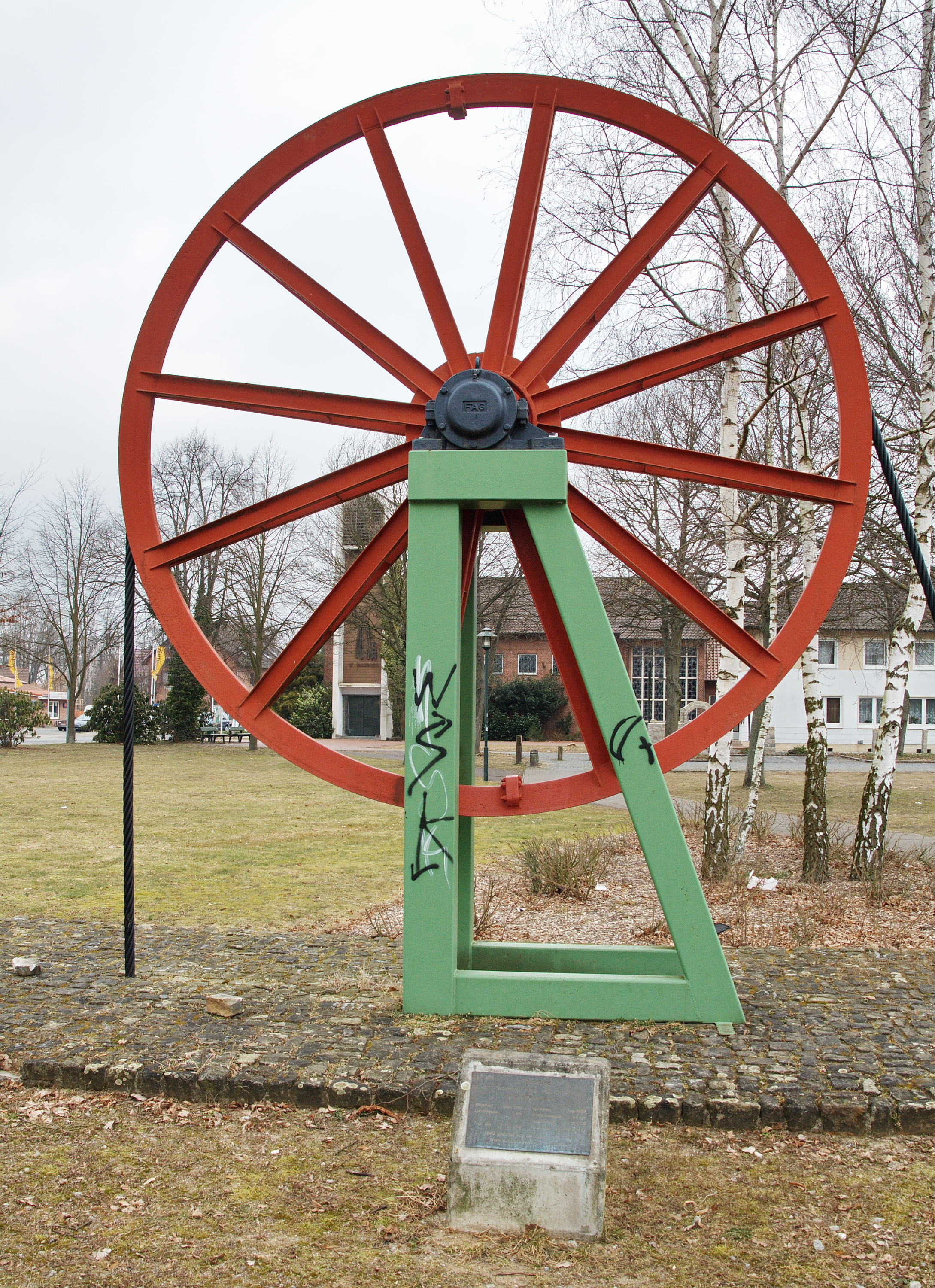
Kalimijn-monument, Wathlingen
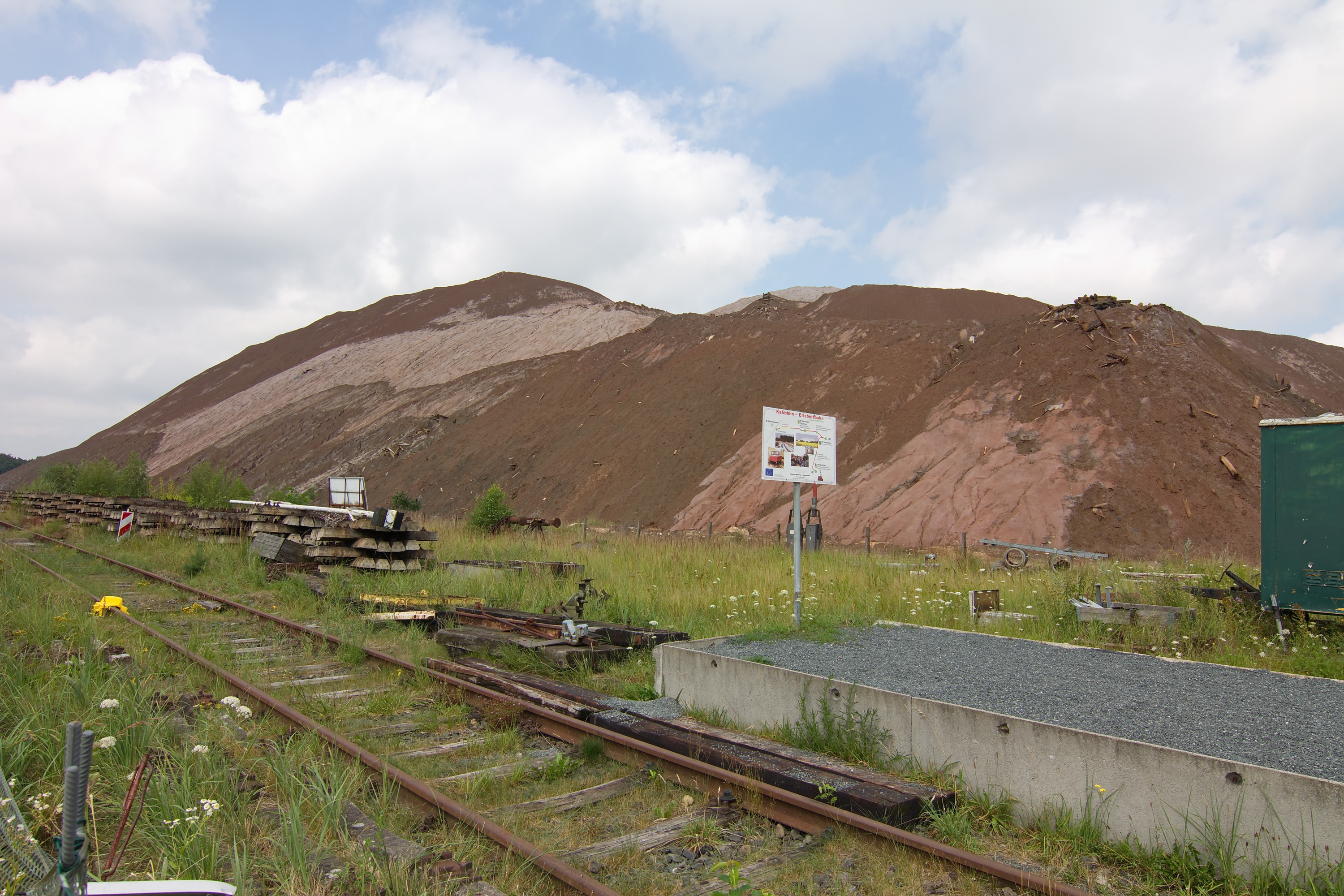
Afvalberg van de kalimijn ten zuiden van Wathlingen

Met het zuidelijke buurdorp Hänigsen  en het westelijke buurdorp Nienhagen deelt Wathlingen een geschiedenis, die door winning van aardolie en van kali in grote mijnen wordt gekenmerkt.
Wathlingen is reeds oud. Het werd in november 1022 voor het eerst in een document vermeld, toen bisschop Bernward van Hildesheim aan het klooster St. Michaelis in Hildesheim bij de stichting daarvan diverse onroerende goederen schonk, o. a. Waditlogon. Blijkens een Merian-prent uit 1665 lag er in Wathlingen vroeger een kasteel. Hiervan is nagenoeg niets bewaard gebleven.
Tot omstreeks 1900 was het een klein boerendorp. Toen begon de industrialisering met de inbedrijfstelling van een grote kalimijn. De mijn, die één geheel vormde met die te Hänigsen, werd in 1997 stilgelegd.
Van de kalimijn is de afvalberg overgebleven. Deze in de volksmond wel Monte Kali genoemde berg, die ten zuiden van het dorp ligt, vormt een groot milieuprobleem. De berg bestaat uit verontreinigd steenzout. Vanwege de kosten en de milieueffecten is hergebruik niet lonend, en de verwijdering zeer tijdrovend en duur. Anno 2021 was de afvalberg nog 100 meter hoog.
Er bestaan plannen, om de restanten van de kalimijn, waaronder het mijnspoortje tussen Wathlingen en Hänigsen, te restaureren en dit industrieel erfgoed voor toeristisch bezoek open te stellen.

## Bezienswaardigheden
- De evangelisch-lutherse Mariakerk in het dorp dateert uit 1325, en werd rond 1700 en in 1818 ingrijpend verbouwd. Binnen bevindt zich een retabel uit omstreeks 1490.
- Bijzonder in het dorp is de klokkentoren[3]. Deze behoort niet bij een kerk of gemeentehuis, maar bij een gebouw, waar de plaatselijke brandweer in het verleden brandslangen in placht op te hangen.

## Afbeeldingen

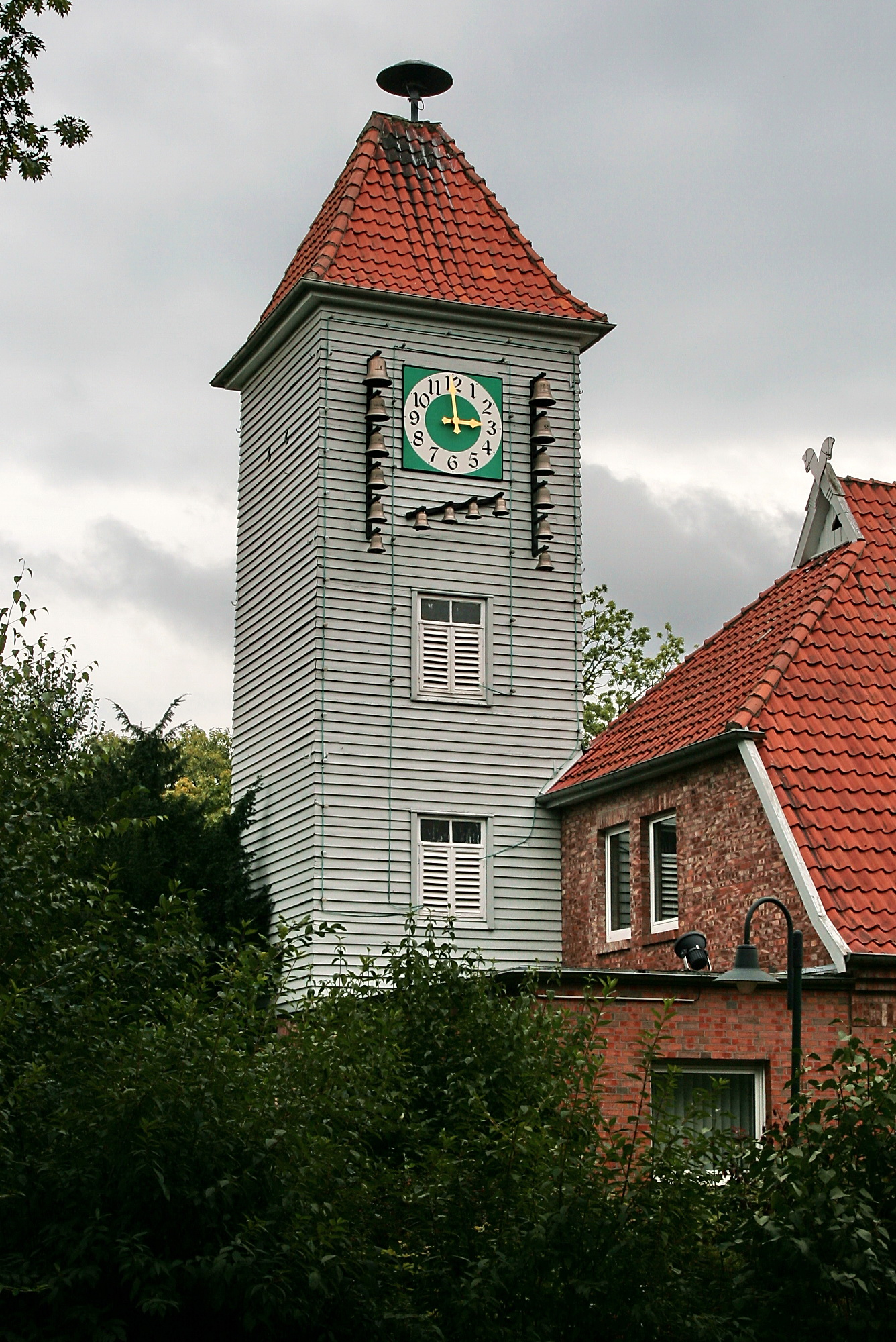
Klokkentoren
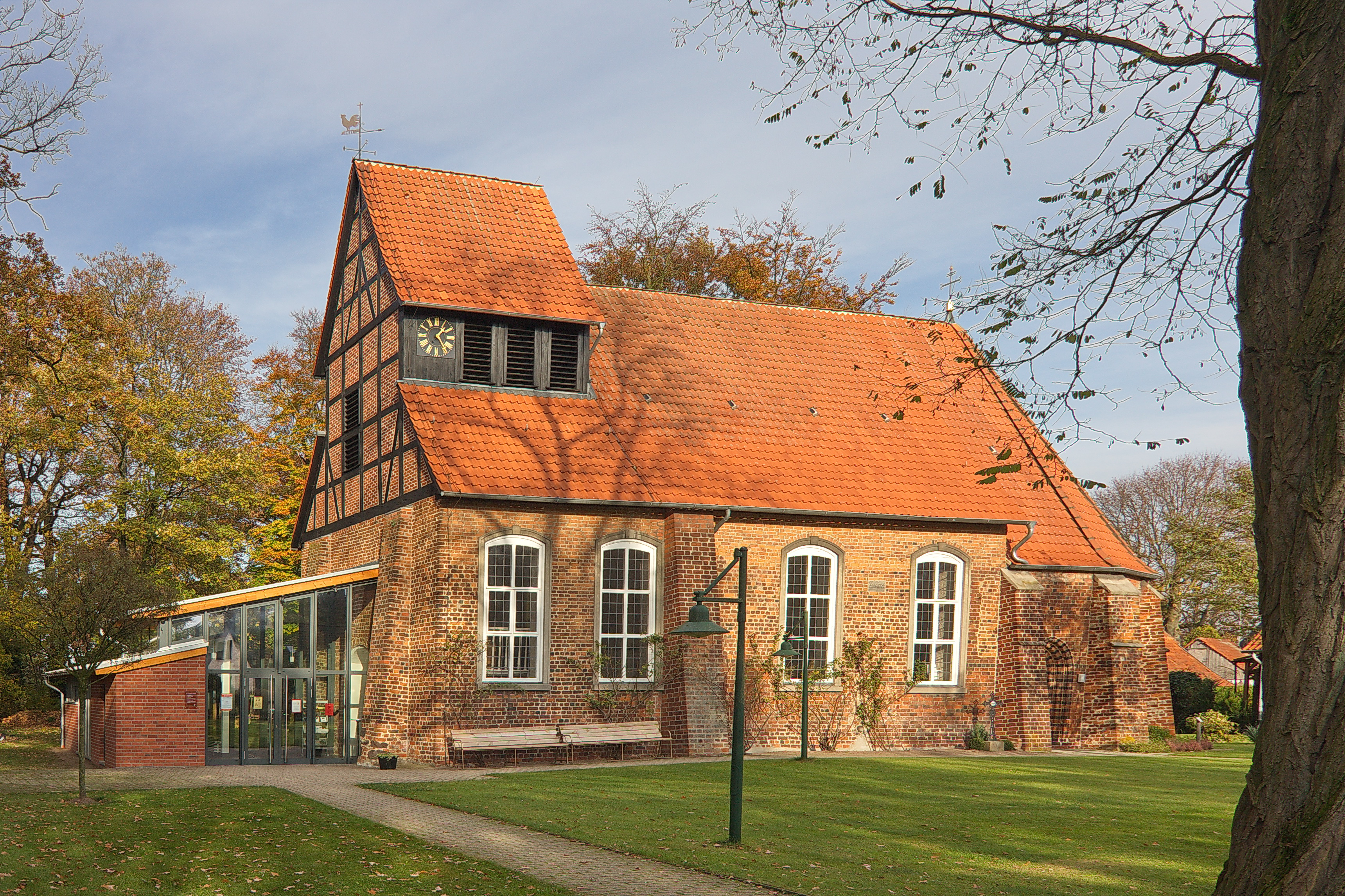
Evang.-lutherse Mariakerk, Wathlingen
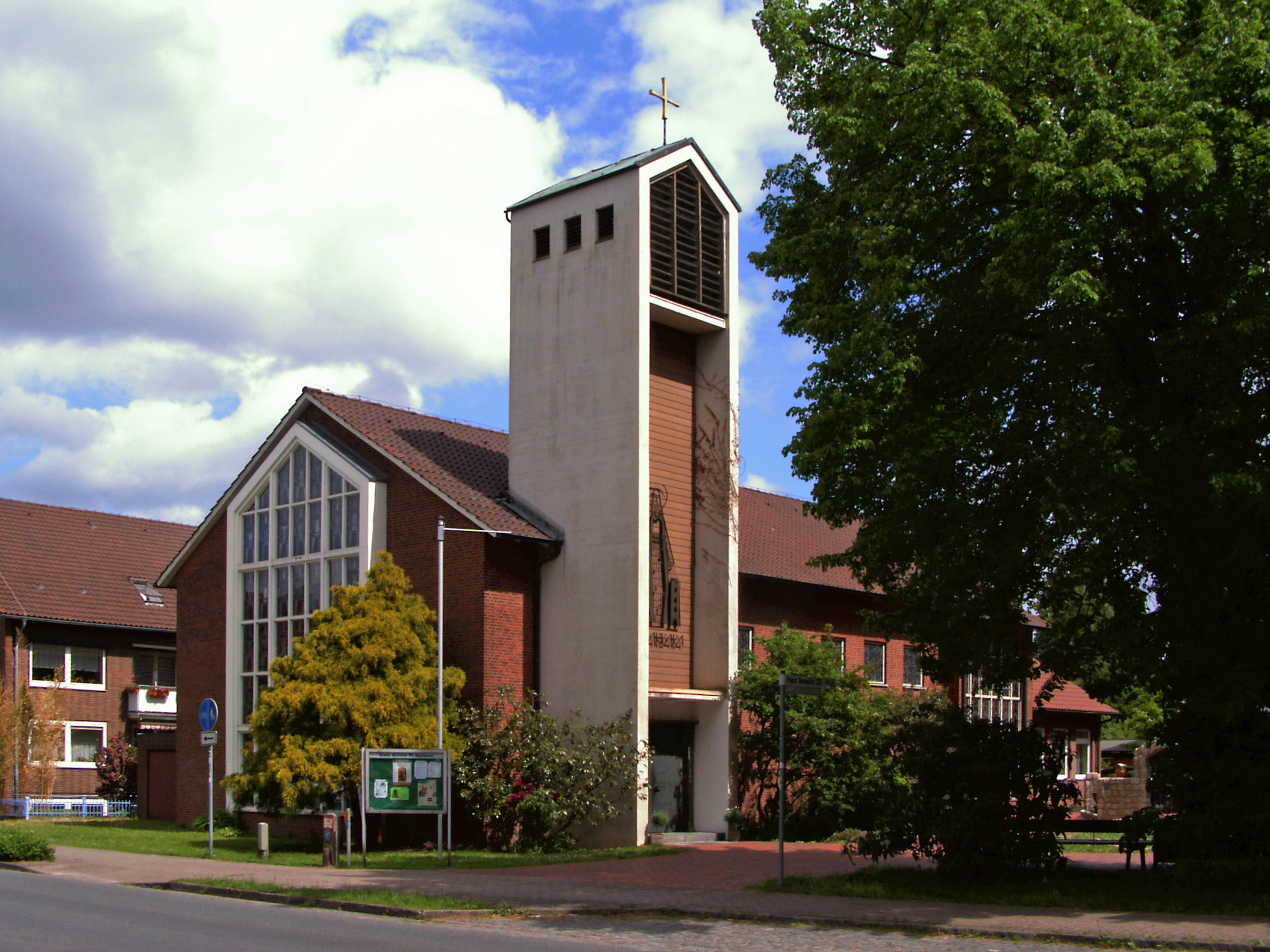
R.K. St.-Barbarakerk (1961)

## Partnergemeentes
Er bestaan jumelages met:
- Villeparisis, Frankrijk, sedert 1975
- Groß Quenstedt, Saksen-Anhalt

- Gemeinsame Normdatei: 4284229-3
- Virtual International Authority File: 235610499
- WorldCat: E39PCjBYyWbFtPMHm3DgMHcF8C

Adelheidsdorf ·
Ahnsbeck ·
Beedenbostel ·
Bergen ·
Bröckel ·
Celle ·
Eicklingen ·
Eldingen ·
Eschede ·
Faßberg ·
Hambühren ·
Hohne ·
Lachendorf ·
Langlingen ·
Lohheide (gemeentevrij gebied) ·
Nienhagen ·
Südheide ·
Wathlingen ·
Wienhausen ·
Wietze ·
Winsen (Aller)